# Schlacht um Ortona
1940–1945: Luftangriffe auf Italien
1940: Angriff auf Tarent
1943: Operation Husky (Lehrgang) – Waffenstillstand von Cassibile – Invasion in Italien (Baytown, Avalanche, Slapstick) – Fall Achse – Schlacht um Ortona
1944: Schlachten am Monte Cassino – Operation Shingle – Gotenstellung – Schlacht von Monte Castello
1945: Frühjahrsoffensive

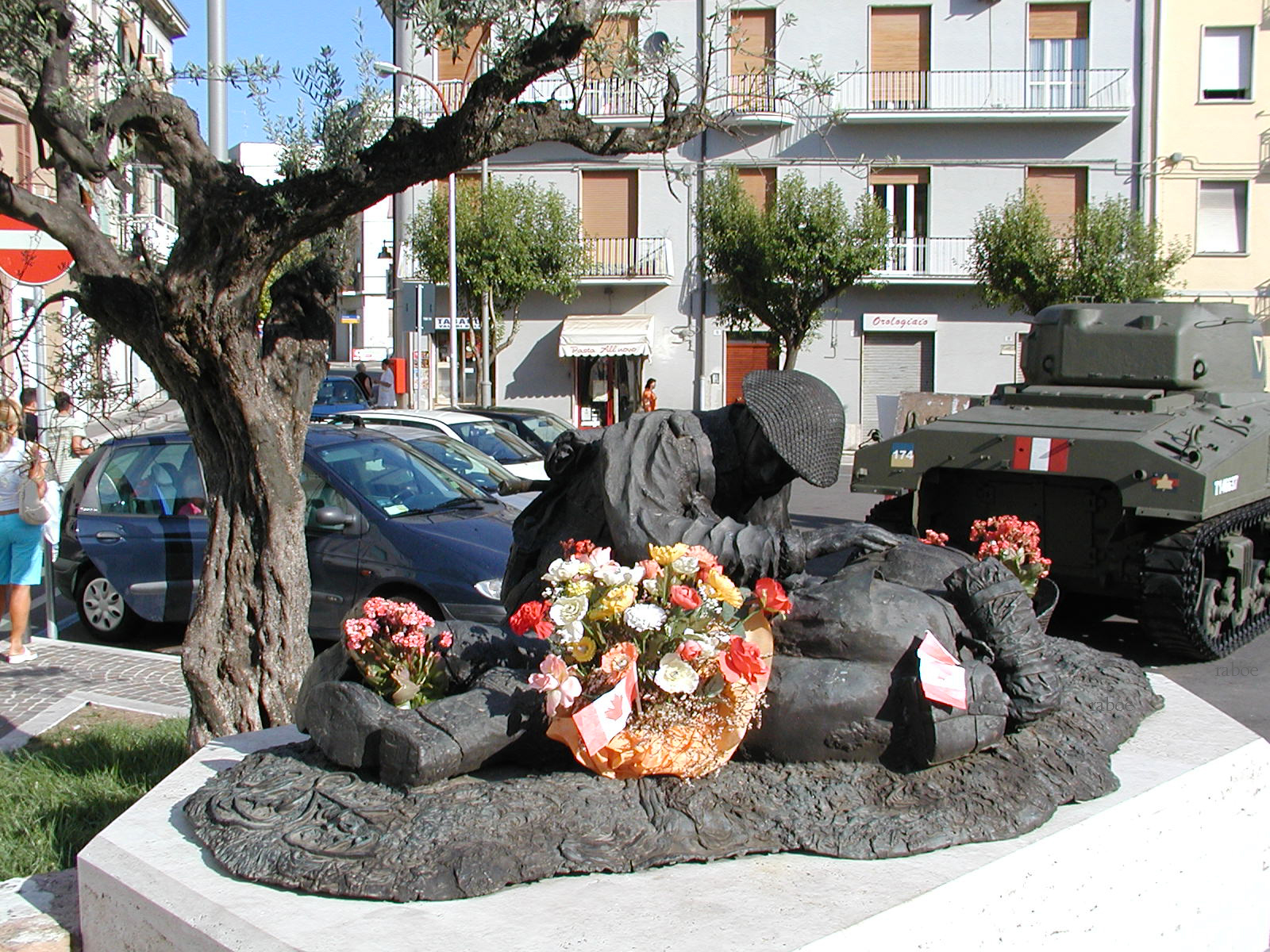
Ein Denkmal in der Piazza Plebiscito für die kanadischen Gefallenen in Ortona

Die Schlacht um Ortona (20.–28. Dezember 1943) war eine kleine, aber extrem erbittert gekämpfte Schlacht zwischen den deutschen Fallschirmjägern des III. Bataillons, des Fallschirmjägerregiments 3 der 1. Fallschirmjäger-Division unter Generalleutnant Richard Heidrich und den angreifenden kanadischen Streitkräften der kanadischen 1. Infanteriedivision unter Major General Christopher Vokes während des „blutigen Dezembers“. Die Schlacht, wegen der Tödlichkeit der Häuserkämpfe auch „Klein Stalingrad“ oder „Italienisches Stalingrad“ genannt, fand in der kleinen Stadt Ortona am adriatischen Meer statt, die zu Friedenszeiten 20.000 Einwohner hatte.

## Ausgangslage
Nach den Landeoperationen der alliierten Streitkräfte in Süditalien (Operation Avalanche und Baytown) und den Problemen im Landekopf von Salerno gewannen die Operationen der US- und britischen Streitkräfte – gemessen am späteren Vormarsch in der ersten Jahreshälfte 1944 – relativ schnell an Boden. Während sich die US-Armee entlang der italienischen Westküste vorarbeitete, stießen britische Truppen entlang der Adriaküste vor.
Bereits am 27. September konnten diese die Flugfelder bei Foggia besetzen und damit ein wichtiges Ziel der westalliierten Operation erreichen. Allerdings geriet der Vormarsch mit dem Erreichen der ersten Verteidigungsstellungen ins Stocken. Die deutsche Wehrmacht hatte unter Generalfeldmarschall Kesselring mehrere Verteidigungslinien quer durch den italienischen Stiefel errichtet.
Der Durchbruch durch die ersten beiden Stellungen – die Volturno-Linie und die Barbara-Linie – gelang den britischen Streitkräften Anfang Oktober bzw. Anfang November 1943. Die dritte Verteidigungslinie – die  Gustav-Linie – erwies sich als größeres Hindernis. Deren östliche Flanke lehnte sich im Bereich der Mündung des Moro bzw. in der Umgebung Ortonas an die Adria an. Mit der Eroberung Ortonas hätte die 8. Armee die Gustav-Linie durchbrochen und sich einen natürlichen Tiefseehafen sichern können. Bei einem weiteren Vormarsch in Richtung Norden lag Pescara mit seiner direkten Verbindung nach Rom in greifbarer Nähe.
Am 23. November 1943 stießen Teile der britischen 8. Armee östlich der Berge des Apennin gegen die vorderen Verteidigungsstellungen der Gustav-Linie am nördlichen Ufer des Sangro vor. Nach wenigen Tagen zogen sich die deutschen Verteidiger in Richtung des Moro, dessen Mündung vier Kilometer südlich von Ortona liegt, zurück. Für die Überquerung des Moro wurde die britische 78. Infanterie-Division auf der rechten Flanke der Alliierten durch die kanadische 1. Infanterie-Division abgelöst. Parallel zum weiteren Vorstoß der kanadischen 1. Infanterie-Division plante Montgomery das Vordringen der 2. New Zealand Division auf Orsogna.

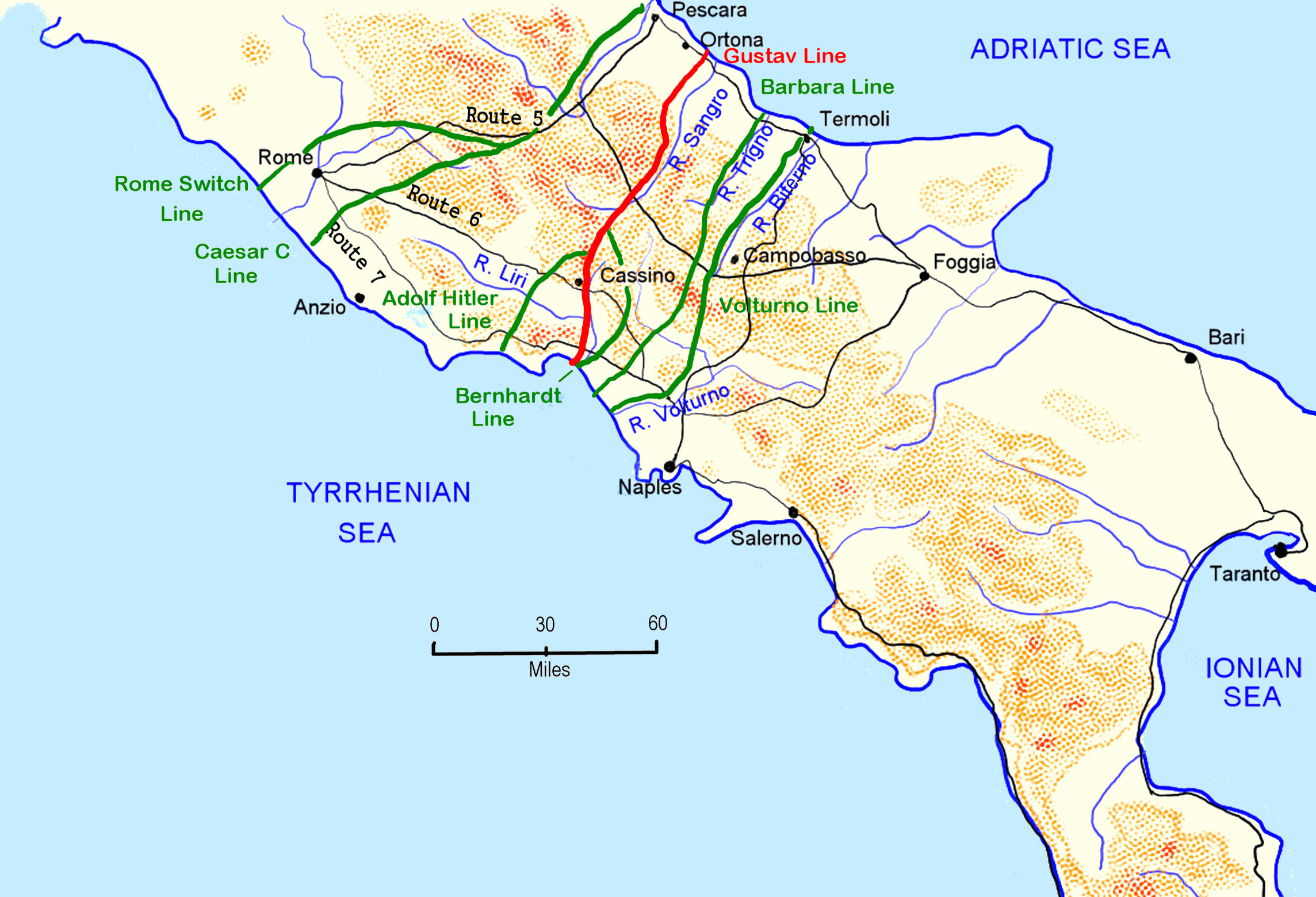
Deutsche Verteidigungsstellungen in Süditalien

Ortona war auf den ersten Blick von hohem strategischen Wert, weil es einen der wenigen Tiefwasserhäfen an der Ostküste Italiens hat. Ihn einzunehmen hätte für die britische 8. Armee unter Field Marshal Bernard Law Montgomery eine erhebliche Verkürzung der Nachschublinien bedeutet, die sich zu der Zeit bis zu den Hafenstädten Bari und Tarent erstreckten.
Allerdings hatte Anfang Oktober 1943 eine deutsche Pioniereinheit mit der Sprengung der Hafenmole begonnen und mehrere Blockschiffe versenkt. Die alliierten Truppen erhielten im Dezember 1943 dennoch den Befehl, die Offensive  zu beginnen und in Richtung Ortona/Pescara vorzurücken. Dabei stießen die britischen Einheiten der kanadischen 1. Infanterie-Division nicht nur in unmittelbarer Nähe Ortonas auf heftigen Widerstand.

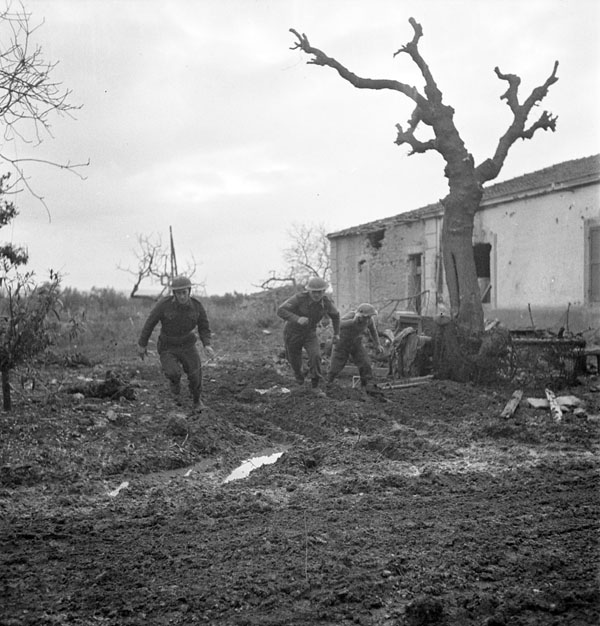
Schützen der 48th Highlanders of Canada suchen während eines deutschen Gegenangriffs am 10. Dezember 1943 nördlich San Leonardo Deckung

Bereits im Vorfeld der eigentlichen Kämpfe um das Stadtgebiet stellte sich der Vormarsch als äußerst schwierig dar. Die kanadische 1. Infanterie-Division stand bei der Überquerung des Moro südlich Ortonas Teilen der 90. Panzergrenadier-Division (Generalleutnant Carl-Hans Lungershausen) und der 26. Panzer-Division (Generalleutnant Smilo Freiherr von Lüttwitz) gegenüber, welche nicht nur die ab dem 6. Dezember 1943 begonnene Bildung von Brückenköpfen erschwerten, sondern eingesetzte Truppenteile dazu zwangen, den Rückzug aus ihren Brückenköpfen vorzubereiten. Erst am 9. Dezember verdrängten alliierte Truppen die deutschen Verteidiger vom Ufer des Moro in die Tiefe der deutschen Verteidigungsstellungen. Damit stand den Kanadiern der Weg nach Ortona aber noch nicht offen.
Die 1. Infanterie-Division erreichte nach Überquerung des Moro ein Tal, dessen Südflanke die deutschen Verteidiger hervorragend ausgebaut und für die Defensive vorbereitet hatten. Der als „The Gully“ bekannt gewordene Schauplatz verzögerte den Vormarsch auf Ortona erheblich. Hier wehrte die 90. Panzergrenadierdivision Angriffe der 2. kanadischen Infanterie-Brigade und 3. kanadischen Infanterie-Brigade erfolgreich ab. Am Abend des 13. Dezember 1943 wurde die durch Verluste stark geschwächte Division schließlich von der 1. Fallschirmjägerdivision abgelöst.
Erst nach weiteren Angriffen der Kanadier und deutschen Gegenstößen konnte das Areal am 19. Dezember endgültig gesichert werden. Die sich aus „The Gully“ zurückziehenden deutschen Einheiten bezogen vorbereitete Verteidigungsstellungen in Ortona. Hier hatten deutsche Einheiten eine Vielzahl von geschickt ineinandergreifenden Verteidigungspositionen in der gesamten Stadt errichtet, das Gelände vermint und wichtige Durchfahrtsstraßen durch Sprengungen umliegender Häuser blockiert. Dieses Verteidigungssystem und der Befehl „um jedes letzte Haus und Baum“ zu kämpfen machte die Stadt zu einem erheblichen Hindernis für jeden Angreifer.

## Beteiligte Truppenteile

### Britische 8. Armee
- 1. kanadische Infanterie-Division (Major-General Christopher Vokes)
  - The Saskatoon Light Infantry (The North Saskatchewan Regiment) – Maschinengewehr-Bataillon
  - 1. kanadische Infanterie-Brigade
    - The Royal Canadian Regiment
    - The Hastings and Prince Edward Regiment
    - 48th Highlanders of Canada

  - 2. kanadische Infanterie-Brigade
    - Princess Patricia’s Canadian Light Infantry
    - The Seaforth Highlanders of Canada
    - The Loyal Edmonton Regiment

  - 3. kanadische Infanterie-Brigade
    - Royal 22e Régiment|Royal 22e Régiment
    - The Carleton and York Regiment
    - The West Nova Scotia Regiment

- 1. kanadische Panzer-Brigade
  - 11. kanadisches  Panzer-Regiment (The Ontario Regiment)
  - 12. kanadisches  Panzer-Regiment (Three Rivers Regiment)
  - 14. kanadisches  Panzer-Regiment (The King’s Own Calgary Regiment)

### Deutsche Wehrmacht, LXXVI. Panzerkorps
- 26. Panzer-Division (Generalleutnant Smilo Freiherr von Lüttwitz)
  - Panzergrenadier-Regiment 9
  - Panzergrenadier-Regiment 67
  - Panzer-Regiment 26
  - Panzer-Artillerie-Regiment 93
  - Panzer-Aufklärungs-Abteilung 26
  - Panzerjäger-Abteilung 93
  - Panzer-Pionier-Bataillon 93
  - Heeres-Flak-Artillerie-Abteilung 304
  - Panzer-Nachrichten-Abteilung 93

- 1. Fallschirmjäger-Division (Generalmajor Richard Heidrich)
  - Fallschirmjäger-Regiment 1
  - Fallschirmjäger-Regiment 3
  - Fallschirmjäger-Regiment 4
  - Fallschirm-Artillerie-Regiment 1
  - Fallschirm-Panzerabwehrbataillon 1
  - Fallschirm-Pionierbataillon 1
  - Fallschirm-MG-Bataillon 1

- 90. Panzergrenadier-Division (Generalleutnant Carl-Hans Lungershausen, ab 20. Dezember 1943 Generalleutnant Ernst-Günther Baade)
  - Panzergrenadier-Regiment 200
  - Panzergrenadier-Regiment 361
  - Panzer-Abteilung 190
  - Panzerjäger-Kompanie 1./190
  - Artillerie-Regiment 190

## Verlauf
Die Kanadier standen bei Ortona den Truppen der 1. Fallschirmjäger-Division gegenüber. Deren Soldaten waren mehrjährig kampferprobt und erhielten von Adolf Hitler den Befehl, Ortona um jeden Preis zu halten.
Der Angriff der Kanadier auf die Stadt begann am 20. Dezember durch das Loyal Edmonton Regiment der kanadischen 2. Brigade zusammen mit unterstellten Teilen der Seaforth Highlanders of Canada. Unterdessen begannen Teile der 3. Infanteriebrigade der kanadischen 1. Infanteriedivision den Angriff aus dem Norden, um dann auf der Westseite der Stadt mithilfe eines Flankenangriffs den rückwärtigen Raum der Deutschen abzuschneiden, machten aber aufgrund des schwierigen Terrains und der ausgefeilten deutschen Verteidigung nur langsam Fortschritte.
In der Stadt selbst errichteten die Deutschen verschiedene Barrikaden und verteilten Schutt in den engen Seitenstraßen, die die Piazza Municipale umgaben. Der einzig verbleibende Weg für die kanadischen Panzer verlief über den Corso Vittorio Emanuele, der schwer vermint und mit zahlreichen Fallen übersät war; Fallen, die den Deutschen mit tödlicher Effizienz durch die acht Tage dauernden Kämpfe dienten.
Die Deutschen versteckten zudem mehrere Maschinengewehre und Panzerabwehrstellungen in der gesamten Stadt, was das Vorrücken von Panzern und Infanterie erheblich erschwerte. Im brutalen Häuserkampf setzten die Kanadier eine neue Taktik ein, das sogenannte „mouse-holing“. Dabei eröffnen gesprengte Wände einen Zugang zu Räumen oder Gebäuden.
Hierbei wurden Waffen wie PIAT (oder schwerfällige Panzerabwehrkanonen) verwendet, um durch die Wand eines Gebäudes zu brechen und vorzustoßen, da die Häuser in Ortona zusammenhängend gebaut waren. Nach einem Durchbruch warfen die Soldaten Handgranaten und stürmten danach durch die „Mauselöcher“, klärten die oberen Stockwerke auf und machten sich dann wieder auf den Weg nach unten, wo beide Gegner erneut im Häuserkampf rangen. Durch „mouse-holing“ wurden auch angrenzende Wände von Räumen durchstoßen, um die dahinterliegenden feindlichen Truppen zu überraschen. Diese Taktik fand zunehmend Verwendung, da das Vorrücken auf der Straße mit hohen Verlusten auf kanadischer und deutscher Seite verbunden war.
Ein besonders tödliches Ereignis war die Zerstörung eines kompletten, durch die Kanadier besetzten Hauses durch den deutschen Obergefreiten und Fallschirmpionier Karl Bayerlein (3. Kompanie, Fallschirmjägerpionier-Bataillon 1, 1. Fallschirmjäger-Division). Ein Zug aus 1 Offizier und 22 Mann des Edmonton-Regiments wurden dabei verschüttet und lediglich ein Mann konnte Tage später lebend geborgen werden. Die Kanadier vergalten dies, indem sie ein anderes Gebäude zerstörten, in dem sich zwei deutsche Gruppen befanden, und sie durch den Einsturz töteten.
Nach sechs Tagen erbitterter Kämpfe schloss sich das III. Bataillon, Princess Patricia’s Canadian Light Infantry, 2. Brigade zusammen mit Panzern des Three Rivers Regiments (Régiment de Trois-Rivières), 1st Canadian Armoured Brigade den kämpfenden Truppen an.
Am 28. Dezember zogen sich die dezimierten deutschen Truppen, denen es an Nachschub fehlte, nach acht Tagen des Gefechts zurück. Im Dezember 1943 fielen in ganz Italien rund 1200 kanadische Soldaten.
An den Kämpfen in Ortona nahm auch der Oberleutnant der Fallschirmjäger Harald Quandt teil, Ziehsohn von Joseph Goebbels, aus der ersten Ehe seiner Ehefrau Magda Goebbels. Er geriet einige Monate später bei Bologna in britische Kriegsgefangenschaft. Der kanadische Offizier Farley Mowat wurde nach dem Krieg als Schriftsteller und Umweltaktivist bekannt, seine Kriegserlebnisse veröffentlichte er erst 1979.

## Galerie

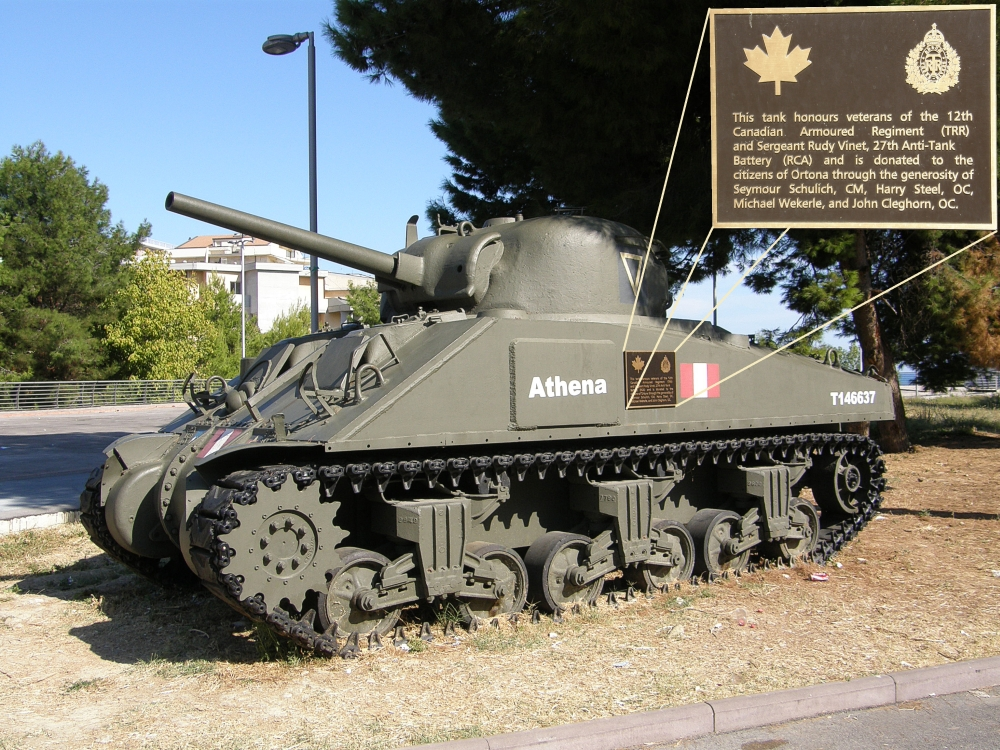
Kanadischer Sherman-Panzer des 12th Canadian Armoured Regiment auf dem Soldatenfriedhof bei Ortona
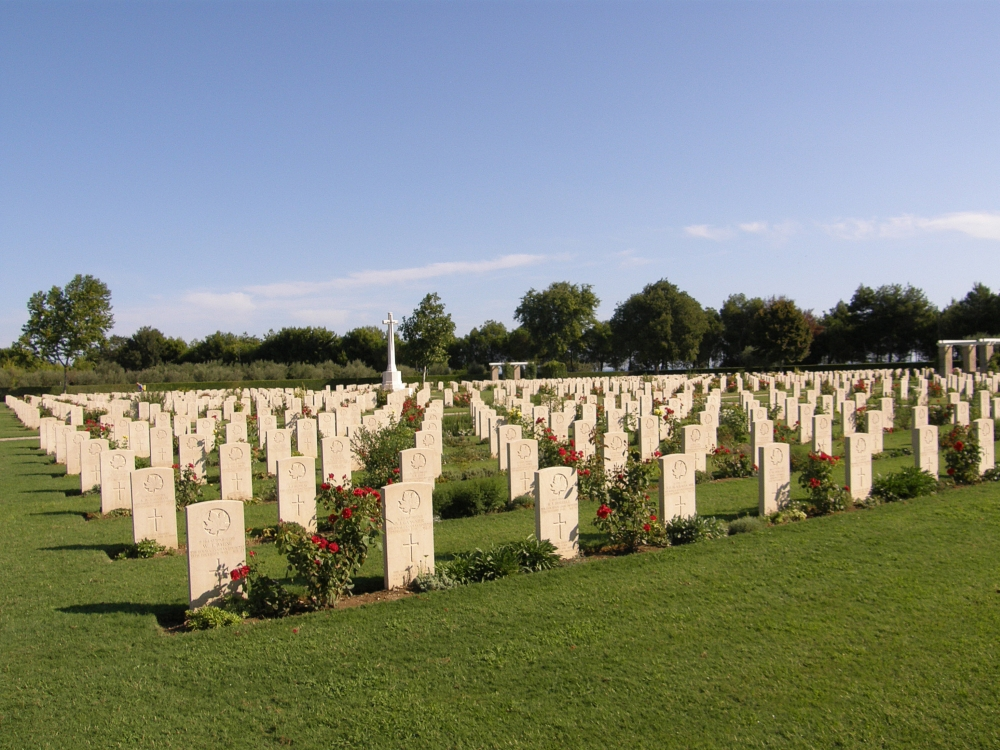
Der Soldatenfriedhof bei Ortona besteht aus 1.615 Gräbern; 52 davon mit unbekannten Namen. Anzahl der Gräber nach Nationen: Kanada 1.375, Vereinigtes Königreich 169, Neuseeland 42, Südafrika 16, Indien 5, Australien 4, andere Alliierte 2, gänzlich unbekannt 2.